# Шпак-білощок
Шпак-білощо́к (Basilornis) — рід горобцеподібних птахів родини шпакових (Sturnidae). Представники цього роду є ендеміками Індонезії.

## Види
Виділяють три види:
- Шпак-білощок целебеський (Basilornis celebensis)
- Шпак-білощок бангайський (Basilornis galeatus)
- Шпак-білощок серамський (Basilornis corythaix)

Мінданайського шпака-білощока раніше відносили до роду Basilornis, однак був переведений до відновленого монотипового роду Goodfellowia.

## Етимологія
Наукова назва роду Basilornis походить від сполучення слів дав.-гр. βασιλευς — цар і ορνις — птах.